# Raúl Martínez García
Raúl Martínez García (Elche, 27 de junio de 1991) es un deportista español que compite en taekwondo.
En los Juegos Europeos de Cracovia 2023 consiguió una medalla de bronce en la categoría de –87 kg. Ganó dos medallas en el Campeonato Europeo de Taekwondo, en los años 2021 y 2022.
Participó en los Juegos Olímpicos de Tokio 2020, ocupando el undécimo lugar en la categoría de –80 kg.

## Palmarés internacional
| Juegos Europeos    | Juegos Europeos          | Juegos Europeos   | Juegos Europeos |
| Año                | Lugar                    | Medalla           | Categoría       |
| ------------------ | ------------------------ | ----------------- | --------------- |
| 2023               | Krynica-Zdrój (Polonia)  | Medalla de bronce | –87 kg          |
| Campeonato Europeo |                          |                   |                 |
| Año                | Lugar                    | Medalla           | Categoría       |
| 2021               | Sofía (Bulgaria)         | Medalla de bronce | –80 kg          |
| 2022               | Mánchester (Reino Unido) | Medalla de plata  | –87 kg          |